# Su Bingwen
Su Bingwen, 蘇炳文, (22 octobre 1892 – 22 mai 1975), est un chef militaire chinois qui fut l'un des principaux meneurs des armées de volontaires anti-japonaises qui luttèrent contre l'armée impériale japonaise et l'État du Mandchoukouo à la suite de l'invasion de la Mandchourie de 1931.

## Biographie
Diplômé d'une école d'officiers en 1914, Su devient chef de peloton en 1916, puis commandant d'une compagnie, et enfin commandant de bataillon. Il sert dans l'armée du Fujian en 1920 en tant que commandant de la 1re armée de brigade de l'État-major, puis comme chef de la 13e brigade de l'armée du Nord-Est. En 1921, il commande la 6e armée de brigade, puis le 17e bureau de division en 1927. En 1928, Su devient le chef d'État-major de Jiang et commandant chargé de la défense de la frontière du Nord-Est. Il devient commandant de la garnison du chemin de fer de l'Est chinois en 1930, puis commandant de la garnison de Hulunbuir en 1931 chargée des garnisons du district de Barga au Heilungkiang à l'extrême-ouest de la province près de la frontière soviétique.
Après l'incident de Mukden de 1931, Su reste isolé avec ses forces au-delà des montagnes du Grand Khingan loin des combats avec l'armée impériale japonaise, et ne fait rien de particulier en faveur du Mandchoukouo ou du général rebelle Ma Zhanshan. Les fermiers locaux son préservés et peuvent cultiver leurs champs en paix.
Le 27 septembre 1932, lorsque les forces japonaises portent leur attention au sud de la Mandchourie pour sécuriser les infrastructures vitales des armées de volontaires anti-japonaises, Su Bingwen lance une mutinerie en capturant des centaines de civils et militaires japonais isolés. Son armée, s'appelant elle-même l'armée du salut national de Heilungkiang, se déplace en train vers l'est à Tsitsihar pour se rallier à Ma Zhanshan dans la reconquête de cette capitale provinciale occupée.
Ma Zhanshan sort de son abri près du fleuve Amour où il s'était réfugié après que les Japonais aient défait ses troupes au nord. Il arrive dans le comté de Longmen en septembre et entre en contact avec les forces de Su Bingwen. Mais de septembre à décembre 1932, près de 30 000 soldats japonais et du Mandchoukouo, dont la 14e division japonaise et 4 500 cavaliers mongols de l'armée du Hsingan, tentent d'anéantir les forces de Su et Ma.
Le 28 novembre 1932, la 14e division attaque Ma Zhanshan et Su Bingwen près de Tsitsihar. Les avions japonais bombardent leur quartier-général à Hailar qui est occupé le 3 décembre. Le lendemain, après d'intenses combats, Ma Zhanshan, Su Bingwen, et le reste de leurs forces, quittent Hailar pour traverser la frontière soviétique le 5 décembre. La majorité de leurs troupes est transférée au Jehol.
Après ce retrait en Union soviétique, Su retourne à Nankin, via l'Allemagne, et sert dans le gouvernement du Kuomintang en tant que membre du conseil militaire et directeur du groupe d'inspection militaire durant la seconde guerre sino-japonaise. Il se retire en 1945 pour aller à Pékin. Après la fin de la guerre civile chinoise, en février 1955, Su devient membre du comité populaire du Heilongjiang, membre du comité national, et vice-président du comité révolutionnaire chinois, parmi d'autres postes. Le 9 juillet 1957, il devient conseiller du gouvernement et s'installe à Harbin. Il meurt en mai 1975.

## Sources
- Su Bingwen
- Notes On A Guerrilla Campaign
- The volunteer armies of northeast China

- (en) Cet article est partiellement ou en totalité issu de l’article de Wikipédia en anglais intitulé « Su Bingwen » (voir la liste des auteurs).